# Szőke Lajos (költő)
Szőke Lajos (Kisbarca, 1948. szeptember 19. –) magyar költő.

## Élete
1948. szeptember 19-én született Kisbarcán ötgyermekes bányászcsaládban. 1953-ban Alberttelepre került, itt járt általános iskolába. Kazincbarcikán vegyész végzettséget szerzett, itt érettségizett. 1970-ben nősült, két gyermeke: Lajos (1972), Anita (1974). A családjával együtt 1974-ben Kurityánba költöztek. 1985-ben kapott lakást a Borsodi Vegyi Kombináttól, azóta Berentén él. Első házassága válással végződött, 1996-ban újra nősült, a második házasságában született gyermekei: István és Máté.
Első verse Önéletrajz címmel 1971-ben jelent meg a Napjaink irodalmi folyóiratban. Később többek között az Észak-Magyarországban, a Képes Újságban, a Nők Lapjban is publikált.
A Berentei Önkormányzat megbízta egy helytörténeti gyűjteménykötet összeállításával. A kötet Vázlatok és helytörténeti leírások Berentéről címmel 2004-ben jelent meg.

## Művei

### Verseskötetek
- Hétköznapok csöndje (1988)
- Múltam palatáblájáról (1998)[3]
- A szerelem utcasarkain (2002)
- Látom önmagam (2018)
- Mindig van folytatás (2019)[4]

### Versek, prózák, visszaemlékezések
- Szív félárnyékban (2023)[5]

### Helytörténeti gyűjtemények
- Vázlatok és helytörténeti leírások Berentéről[6] (2004)
- Berente története 2004–2010 (2011)

### Antológiákban (válogatás)
Több mint tíz irodalmi antológiában is megjelentek a versei.
- Szakító próba (1993)[7]
- Bódva-völgyi kortárs irodalom (2007)
- kARCok (2021)
- Lélekszirom (2022)
- Szívszilánkok (2023)

## Elismerései
- Polgármesteri díszoklevél[8] (2018)[9]